# Cerro Policía
Cerro Policía är en ort i Argentina.   Den ligger i provinsen Río Negro, i den sydvästra delen av landet, 1 100 km sydväst om huvudstaden Buenos Aires. Cerro Policía ligger 693 meter över havet och antalet invånare är 252.
Terrängen runt Cerro Policía är kuperad åt nordväst, men åt sydost är den platt. Trakten runt Cerro Policía är nära nog obefolkad, med mindre än två invånare per kvadratkilometer.. 
Omgivningarna runt Cerro Policía är i huvudsak ett öppet busklandskap.